# 旅級指揮員
旅级指挥员（俄語：комбриг）是苏联军队在1935至1940年间曾使用的军衔。被委以旅级部队指挥权的军事人员也可被称作“旅级指挥员”。
直到1940年，旅级指挥员都是红军中第五高的军衔，与所有军种的政治人员中的旅级政委（бригадный комиссар）平级，与海军中的海军上校（капита́н 1-го ранга/）平级，与国家安全少校（майор государственной безопасности）平级。在苏联军队重新引入常规将官军衔后，旅级指挥员被少将所取代。